# Batalla d'Assandun
La batalla d'Assandun va tenir lloc el 18 d'octubre de 1016, entre les tropes de Canut II de Dinamarca i les forces angleses del rei Edmund II Ironside, que va perdre l'enfrontament. La victòria danesa va marcar la fi de la reconquesta d'Anglaterra

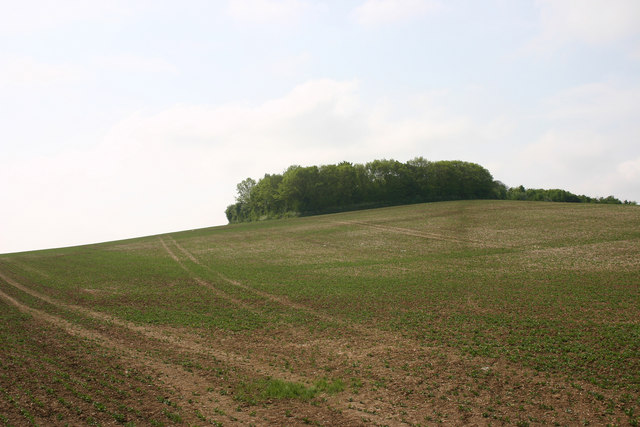
Ashingdon hill, camp de batalla.

## Rerefons
Els vikings van començar a conquerir territori anglès a partir del 865, quan el gran exèrcit pagà va arribar a les costes angleses amb la intenció de colonitzar l'illa. Al voltant del 900, els danesos ja controlaven dos terceres parts d'Anglaterra o Danelaw, mentre els Anglosaxons resistien al sud del Tàmesi (Wessex i la part occidental de Mèrcia).
Els enfrontaments entre anglosaxons i vikings no tingueren descans, signant-se i trencant-se diversos tractats de pau. Amb el rei Alfred el Gran, els anglesos semblaren recuperar la iniciativa i els seus successors començaren a reconquerir part dels territoris perduts.
Canut, per la seva part, va desembarcar a les costes angleses el 1015, enfrontant-se al descendent d'Alfred Etelred l'Indecís i, a la mort d'aquest, Edmund. Va pactar amb diversos nobles anglesos que s'oposaven a la dinastia anglosaxona i va posar setge a Londres. Edmun va resistir i va rebutjar els danesos, però necessitava imperiosament trobar reforços i va decidir abandonar la ciutat.
Però els espies de Canut el van localitzar i els danesos van caure sobre l'exèrcit d'Edmun provocant moltes baixes i desercions, entre elles la del noble Eadric Streona, a qui posteriorment es va acusar d'haver pactat amb Canut.

## Fets posteriors
Després de la derrota, el rei Edmund II es va veure forçat a signar un tractat amb Canut pel que li donava control de tota Anglaterra, excepte Wessex, i pel que quan un dels dos reis fos mort, l'altre i els seus fill heretarien la totalitat del país.
Edmund va morir el 30 de novembre i Canut es va convertir en únic sobirà al mateix temps que, per primer cop, Anglaterra es convertia en un únic territori tal com la coneixem avui.

## Font principal
La Crònica anglosaxona.